# Kemoding
Kemoding ist ein Gemeindeteil der Gemeinde Fraunberg, Landkreis Erding, Oberbayern.

## Lage
Das Dorf liegt rund sechs Kilometer südöstlich von Fraunberg. 600 Meter südlich des Ortes verläuft die Bundesstraße 388.
Am südlichen Ortsrand verläuft der Kemodinger Bach, der zwei Kilometer südöstlich bei Ottering in den Kirchlerner Bach fließt, der bei Taufkirchen in die Große Vils mündet. 